# Церква Різдва Пресвятої Богородиці (Хмельницький)
Церква Різдва Пресвятої Богородиці в Хмельницькому — парафія і храм греко-католицької громади Хмельницького деканату Кам'янець-Подільської єпархії Української греко-католицької церкви в Хмельницькому.

## Історія церкви
Парафію зареєстровано 2 лютого 2001 року. Спочатку богослужіння відправляли у тимчасовій каплиці в цокольному приміщенні будинку за адресою проспект Миру 76/3.
20 грудня 2001 року Хмельницька міська рада надала дозвіл на будівництво храму на земельній ділянці площею 0,18 га. У липні 2002 року під егідою парафії було створено Хмельницький обласний благодійний фонд «Карітас».
20 липня 2003 року вікарій Тернопільської єпархії УГКЦ о. митрат Василій Семенюк освятив місце та наріжний камінь під будівництво храму, яке розпочалося 1 вересня 2003 року.
1 січня 2006 року єпископ-помічник Василій Семенюк освятив новозбудований храм і відслужив першу Архиєрейську Літургію.
7 травня 2007 року парафію відвідав Глава УГКЦ кардинал Любомир Гузар, під час цього візиту було освячено розпис, престол та іконостас храму.
8 січня 2009 року владика Василій Семенюк очолив святкову Літургію, після якої вручив патріарші відзнаки пароху о. Івану Данкевичу.
21 вересня 2011 року відбулося відкриття та освячення дитячого майданчика.
Восени 2012 року завершено будівництво адміністративно-господарських приміщень.
При парафії діють недільна школа, спільнота «Матері в молитві», Марійська дружина та спільнота «Подружні зустрічі». У 2007 році була утворена місійна станиця Згромадження Сестер Пресвятої Родини, які проводять катехизацію дітей та молоді.

## Парохи
- о. Іван Данкевич (з 2000).